# 伊丽莎白·尼达姆

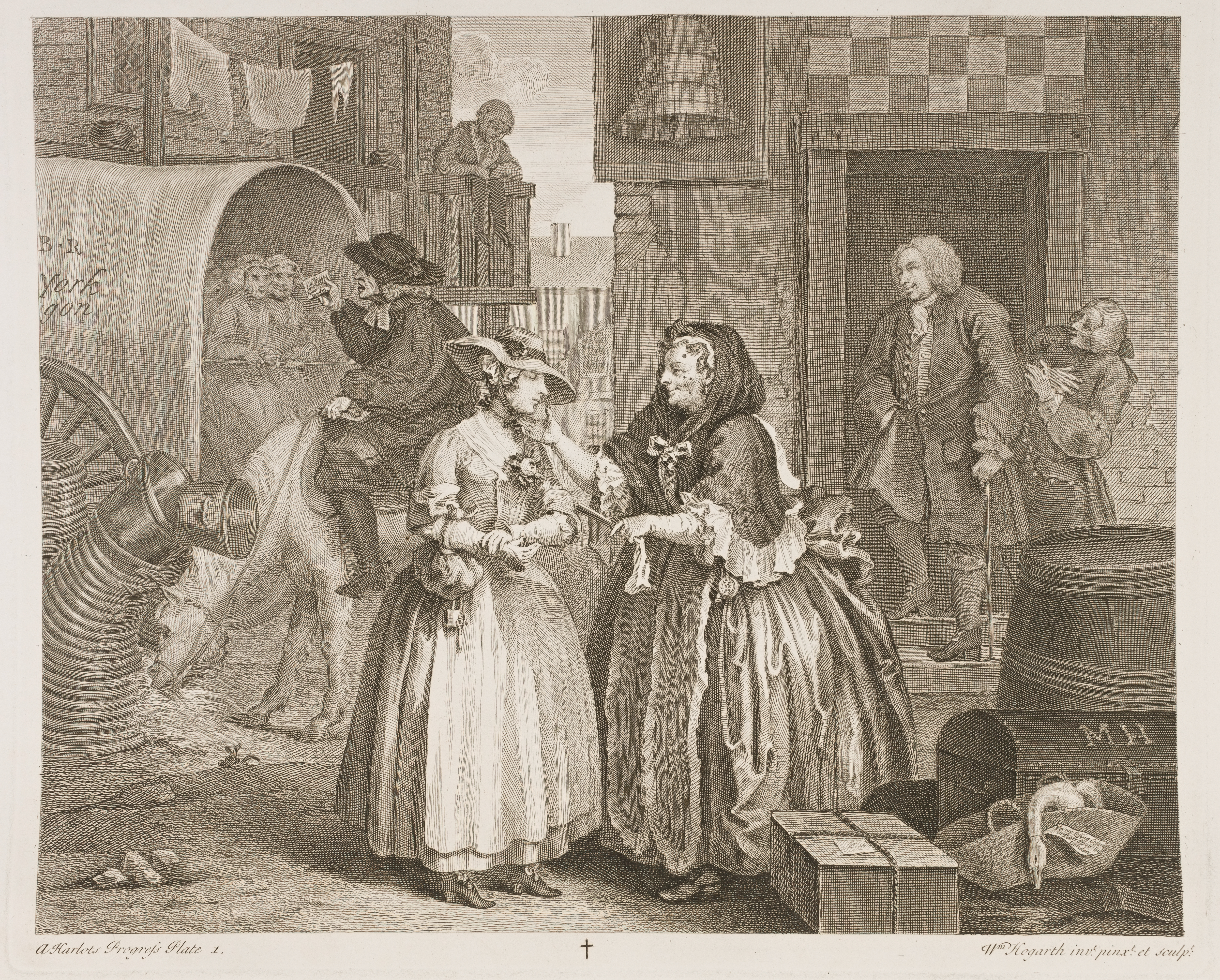
威廉·贺加斯画作《妓女的堕落》中的伊丽莎白·尼达姆（右前）

伊丽莎白·尼达姆（英語：Elizabeth Needham，？—1731年5月3日）又名妈妈尼达姆（Mother Needham），是18世纪英格兰老鸨，曾在伦敦经营妓院。经考证确认，她就是威廉·贺加斯讽刺系列版画《妓女的堕落》第一幅中问候主人翁莫尔·哈卡波特的鸨母。虽然尼达姆此时在伦敦臭名昭著，但有关她一生的文献记载很少，也没有她的真实画像留存。她拥有当时的伦敦属最豪华的宅邸，许多顾客都来自上流社会的最高阶层，但最终还是同道德改革派人士发生冲突，之后被判戴上颈手枷示众，并在受到残酷对待后死亡。

## 人物特征
尼达姆的早年经历现已无从考验，只知她到中年时已在伦敦圣詹姆斯公园广场经营妓院，在当地颇有名气。她拥有伦敦最高档次的宅邸，不但比科文特花园的住宅更高级，还胜过当时另一臭名昭著老鸨妈妈韦斯伯恩（Mother Wisebourne）的别墅。据称，尼达姆这时徐娘半老，风韵犹存，威廉·贺加斯称她是“颇有姿色的老鸨……用丝绸打扮得漂漂亮亮”，只是“脸上坑坑洼洼”，他画作中的尼达姆脸上也长满麻点。她还有多个别名，如伯德（Bird）、霍华德（Howard）、布卢伊特（Blewitt）、特伦特（Trent）；不过，1724年尼达姆曾同另一个妓院老板一起被关进新门监狱，这个妓院老板也叫伯德。对于手下妓女，尼达姆显然冷酷无情。她们被迫从尼达姆那里租下礼服，如果无法支付高昂的租金，老鸨就会强迫她们接更多客人，或是把她们投进负债人监狱，直到满足她的要求为止。英格兰小说家约翰·克莱兰（John Cleland）1748年出版的情色小说《芬尼·希尔》（Fanny Hill）中女主角就曾落入同样的圈套。如果妓女年纪太大，或是病情严重，不能再吸引嫖客光顾，尼达姆就会把她们赶出去。
尼达姆从多种途径购买妓女，例如从其它妓院购买，或是到考文特花园的汤姆·金咖啡店（Tom King's Coffee House）物色，一些无家可归的女子会在此露宿，而且还会经拍卖购买。同时也正如贺加斯画作体现的那样，尼达姆特别针对初抵英格兰的女童或成年女性。散文家理查德·斯蒂尔（Richard Steele）就曾在到货车上取一些乡下带来的物品时看到尼达姆同某初来乍到的年轻女子交谈。据斯蒂尔记载，她的手段非常“狡猾”，起初对待那些有可能沦为手下妓女的人很友好，似乎真的是在替对方着想，只有到她们都已落入圈套后，她才会露出凶残的本性。亚历山大·蒲柏曾在《群愚史诗》（The Dunciad）警告，不要“像妈妈尼达姆那样油腔滑调”。蒲柏在《群愚史诗》结尾再度提及尼达姆，称她满口粗话，然后又在《加冕使徒书》最后的诗句中提及尼达姆及当时另外几名恶名远播的老鸨，从1769年开始出版的《加冕使徒书》中这些诗句遭到删减，直到近200年后才于1954年恢复：
没有你，我们就要发泄随时产生的精力

首先就会去找尼达姆、布鲁克斯或布里顿。
亨利·菲尔丁曾在1736年的《讽刺诗文》中提及尼达姆，创作《考文特花园的悲剧》(The Covent Garden Tragedy）还以贺加斯对她的描绘为依据创作剧中的鸨母，这部剧作于1732年发行。玛丽·戴维斯（Mary Davys）1727年发行的著作中也有名叫（“妈妈）”，同“妈妈尼达姆”非常接近）的老鸨，正如尼达姆一样以刚从乡下来的年轻女孩为目标。

## 恩客
弗朗西斯·查特里斯上校（Colonel Francis Charteris）和表弟沃顿公爵都是尼达姆所开妓院的贵客，他也曾在贺拉斯的画作中出现，是站在尼达姆右后方门口的男子。罗纳德·保尔森（Ronald Paulson）认为，贺拉斯画中尼达姆的目标莫尔·哈卡波特（Moll Hackabout）就以安·邦德（Ann Bond）为原型，邦德当时就是在遭尼达姆诱骗后被查特里斯强奸。查特里斯此时早有“强奸大将军”（Rape-Master General）的恶名，他因强奸邦德被定罪并判处死刑，只是后来又获赦免。案件审理过程没有提及尼达姆的名字。

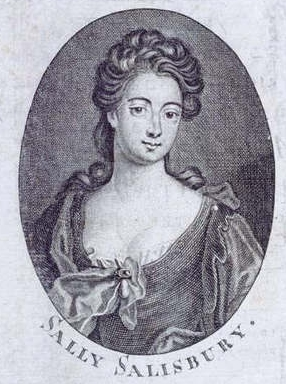
莎莉·索尔兹伯里使尼达姆妓院的名气进一步提升

尼达姆可能曾在1708年左右介绍查特里斯和莎莉·索尔兹伯里（Sally Salisbury）相识。索尔兹伯里是当时伦敦首屈一指的高级妓女，刚入行时曾被查特里斯作为情妇包养过少许时日。1719年，索尔兹伯里的老鸨妈妈韦斯伯恩去世，她一度进入尼达姆的妓院，并带来身处社会最高阶层的客户。索尔兹伯里曾与另一妓女一起盗取卡迪根伯爵的衣物，令尼达姆妓院的名气进一步提升。当时两女陪伯爵前往纽马克特，把醉酒的伯爵送进旅店并扶上床歇息后，两人盗走他的衣服和珠宝首饰返回伦敦。卡迪根伯爵没有追究此事，只当是个笑话。
當時英格兰男演员乔·米勒（Joe Miller）收集的其中一个笑话也能从侧面反应出尼达姆妓院的名气和客户阶层，据称她曾请求收租的房东宽限几日，只需等国会或主教区会议开幕，她就能给按原价十倍以上支付租金。《伦敦日志》还曾刊出讽刺讣文，内容是尼达姆在遗嘱中向客户名流分配礼物：所多玛与蛾摩拉的画，送给；一盎司水银椇子，送给（考文特花园）圣马丁巷的富家公子；她的產業送给沃顿公爵；图书馆送给内德·……文中提及的人物都已略去全名，如今人们只能猜测他们的真实身份。
尼达姆的良好人脉可能令她得以免遭逮捕。虽然人们普遍认为1723年莎莉·索尔兹伯里就是在尼达姆家中时试图刺杀温切尔西公爵夫人的儿子约翰·芬奇（John Finch，案件实际上发生在考文特花园的三大桶酒馆），但直到1724年，尼达姆才首次碰上突击检查：
昨天早上，两名著名的“王国野生獵物保育員”、声名显赫的妈妈尼达姆和妈妈伯德均被判前往新门监狱服刑，警员前天晚上突袭她们的妓院，把大量如胶似漆的淑女和绅士分开，把他们都带到拘留所。这是尼达姆夫人首度受公开惩戒，考虑到她正是这个城市腐败丛生的源头，这可能也意味着她的妓院将要变成废墟。——《伦敦日志》，1724年7月21日（星期二）
警员还在妓院内发现“两个女人和两个有地位的男人在一张床上”。警方把逮捕的男士绑起来，妓女则被送到多希尔场感化院做苦役。尼达姆此次所受惩罚已无从考证，但显然这年9月她仍在坐牢，她的房子被烧毁，住在里面的法国军官巴布特上尉因此丧生。1728年，尼达姆的多名妓女被捕，但有迹象表明她没有受到惩罚。

## 被捕、定罪和死亡
1730年末，礼仪改革学会的热心支持者、太平绅士约翰·刚松爵士（Sir John Gonson）在查特里斯强奸案相关事件的刺激下开始扫荡伦敦各处妓院。1731年初，他的步伐已抵达圣詹姆斯，公园广场的部分居民举报称这附近有所“声名狼籍的混乱妓院”。事实上，尼达姆的妓院几乎无人不知，多年来一直在服务于社会上流阶层，但这一次，她还是被刚松逮捕，并由法官雷尔顿（Railton）定罪。
1731年4月29日，尼达姆经营妓院罪名成立，判罚金一先令，还要戴上颈手枷示众两次并“找担保人保证她会遵纪守法（至少）三年”。4月30日，她首次在公园广场附近戴上颈手枷示众。估计她良好的人脉此时再度发挥作用，尼达姆只需在颈手枷前俯卧于地，而且还僱請一些警卫確保她的人身安全。尽管如此，她还是受到围观众人持续不断的攻击，很可能示众时间未满就要命丧当场。前来围观的群众是如此之多，有个小男孩当时想看得更清楚而爬上铁栅栏，结果摔倒后不治身亡。
颈手枷示众结束后，尼达姆还活着，但很快就于1731年5月3日逝世，若非如此，她还需在次日到新宫廷院再度戴上颈手枷示众。从她的遗言来看，首次示众遭受的残酷对待显然已令她如惊弓之鸟，对再度示众心怀极大恐惧。同亚历山大·蒲柏和贺加斯其他许多朋友关系良好的讽刺杂志《格鲁布街日志》（Grub Street Journal）在报导中讽刺民众“表现得极其忘恩负义，毕竟她曾为逼迫他们做过那么多。”民间还出现讽刺韵律诗，庆祝尼达姆死亡：
女士现在都在哭泣
她们的声音也越来越大
老妈妈尼达姆业已长眠
你的日子将只剩下苦难
她让你穿上美丽的衣装
她会教你游戏规则
她会保释你
让你远离监狱和耻辱
如今她终于躺进坟墓……
尼达姆去世时，贺加斯尚未完成《妓女的堕落》，所以她没有看到自己的形象经艺术作品流传于世。虽然此后也有其它鸨母试图重现尼达姆妓院的名望，但直到1741年妈妈道格拉斯（Mother Douglas）接手考文特花园的国王头像（King's Head）后，才有能够相提并论的妓院出现。

### 脚注
1. 1 2 3 4  Linnane (2003) p.109
2. 1 2 3 4 5 6  Sourcebook.
3. 1 2 3  Burford p.70
4. 1 2 3 4  Linnane (2003) p.110
5. ↑  Maud (1958), pp.146–151
6. ↑  Paulson (2000) p.89
7. 1 2 3  Paulson (1992) p.252
8. ↑  Paulson (2000) p.313
9. ↑  Burford p.47
10. ↑  Linnane (2003) p.102
11. ↑  Burford p.50
12. ↑  Miller (1970), P.144
13. ↑  Sarah Priddon.
14. ↑  Moore p.112
15. ↑  Paulson (2003) p.98
16. ↑  Grose. M.
17. ↑  Calendar.
18. ↑  Progress.
19. ↑  Burford p.128

### 文献
- Burford, E.J. . Hale. 1986: 260. ISBN 0-7090-2629-3.
- Grose, Francis. . J. Hooper. 1788: 248.
- Linnane, Fergus. . Robson Books Ltd. 2003: 256. ISBN 978-1-86105-619-1.
- Linnane, Fergus. . Robson Books. 2005: 372. ISBN 1-86105-742-3.
- Miller, Joe (attrib.). John Mottley , 编. . London: William Lane. 1790: 144 [1739].
- Moore, Lucy. . Harvest Books. 2000: 304. ISBN 0-15-600640-5.
- Paulson, Ronald. . Lutterworth Press. 1992: 444. ISBN 0-7188-2854-2.
- Paulson, Ronald. . Blackwell Publishing Limited. 2000: 416. ISBN 0-631-19146-1.
- Paulson, Ronald. . Baltimore, Maryland: The Johns Hopkins University Press. 2003: 448. ISBN 0-8018-7391-6.
- . Rictor Norton. 2002-04-20  [2016-07-17]. （原始内容存档于2016-03-07）.
- .   [2016-07-18]. （原始内容存档于2016-03-14）.
- Joe Miller (attrib.). John Motley , 编. . London: William Lane. 1790: 144.
- Maud, Ralph N.; Pope. . The Review of English Studies (new series) (Oxford University Press). 1958, 9 (34): 146–151. JSTOR 511941.
- Neil McWilliam. . Hogarth's Realm.   [2016-07-18]. （原始内容存档于2016-03-04）.
- . The Newgate Calendar.   [2016-07-18]. （原始内容存档于2016-04-09）.